# 후지코 F. 후지오의 저작권 목록
이 문서는 일본의 만화가인 후지코 F. 후지오의 저작권을 목록으로 정리한 것이다.
- 게재 기준(만화를 중심으로, 문장이나 컷 등에 대해서는 생략), 게재 순서, 표기 등에 대해서는 《F의 숲의 걷는 방법》(Fの森の歩き方)을 따랐다.
  - 같은 제목의 작품도 게재지가 다른 경우에는 별도의 데이터로 취급한다.
    - 출처는 하나의 데이터로 취급되고 있다. 〈도라에몽(가라파 별에서 온 남자)〉에 대해서도 게재지에서 정렬 시 편의를 위해 3개의 데이터로 분할했다.

  - 연재 기획 〈도라와 바케루와 또 한가지〉(ドラとバケルともうひとつ) 내의 작품은 각 회가 독립적인 작품이 되고 있기 때문에 정렬의 편의를 고려하여 〈도라와 바켈과 또 한가지〉와 같이 중복시킨 독립 데이터로 다루고 있다. 그러나 기본 발표 순서에 대해서는 《F의 숲의 걷는 방법》에 따라 1975년 4월 개시 작품으로 정리한 상태로 기재하였다.
- 원칙적으로 1986년(쇼와 61년) 이전의 작품은 후지코 후지오 명의, 1987년(쇼와 62년) 이후의 작품은 후지코 F. 후지오 명의로 발표했다. 이 이외의 명의로 발표된 작품에 대해서는 비고란에 명의를 기재하였다.
- 정렬 순서는 원칙적으로 가나다 순으로 지정하고 있지만 일부 예외도 있다. 자세한 내용은 #범례 참조.
- 이 목록은 저작권의 종합 목록으로 SF 단편도 게재하고 있는데 특히 이 단편을 다른 단편과는 구별하지 않는다. 어떤 단편이 SF 단편으로 취급되고 있는가 혹은 SF 단편의 상세한 수록 상황 등에 대해서는 ja:藤子・F・不二雄のSF短編一覧참조.

## 작품 검색용 목차
이 목록은 정렬 가능한 표를 사용하고 오름차순 정렬 후 다음 목차를 사용하여 작품을 검색할 수 있다. 목차는 오름차순 정렬 시 정렬 대상에 대해서만 유효하게 기능한다. 기본적으로는 발표년 순서대로 정리되어 있기 때문에 발표년 목차 검색만 사용할 수 있으며 다른 목차 검색의 경우 제대로 작동하지 않는다. 다른 목차 검색을 이용할 경우 사전에 아래 표에 표시된 열을 오름차순 정렬을 할 필요가 있다.
| 종류             | 목차 링크                                                           | 목차 링크                                                           | 목차 링크                                                           | 목차 링크                                                           | 목차 링크                                                           | 목차 링크                                                           | 목차 링크                                                           | 목차 링크                                                           | 목차 링크                                               | 목차 링크                                               | 사용 전에 정렬해야 하는 열 | 정렬 검색                                                                        |
| ---------------- | ------------------------------------------------------------------- | ------------------------------------------------------------------- | ------------------------------------------------------------------- | ------------------------------------------------------------------- | ------------------------------------------------------------------- | ------------------------------------------------------------------- | ------------------------------------------------------------------- | ------------------------------------------------------------------- | ------------------------------------------------------- | ------------------------------------------------------- | -------------------------- | -------------------------------------------------------------------------------- |
| 발표년 목차      | 1951                                                                | 1952                                                                | 1953                                                                | 1954                                                                | 1955                                                                | 1956                                                                | 1957                                                                | 1958                                                                | 1959                                                    | 1960                                                    | 가장 왼쪽 열 (기본)        | 발표 연도 순. 자세한 내용은 #No. 참조.                                           |
| 발표년 목차      | 1961                                                                | 1962                                                                | 1963                                                                | 1964                                                                | 1965                                                                | 1966                                                                | 1967                                                                | 1968                                                                | 1969                                                    | 1970                                                    | 가장 왼쪽 열 (기본)        | 발표 연도 순. 자세한 내용은 #No. 참조.                                           |
| 발표년 목차      | 1971                                                                | 1972                                                                | 1973                                                                | 1974                                                                | 1975                                                                | 1976                                                                | 1977                                                                | 1978                                                                | 1979                                                    | 1980                                                    | 가장 왼쪽 열 (기본)        | 발표 연도 순. 자세한 내용은 #No. 참조.                                           |
| 발표년 목차      | 1981                                                                | 1982                                                                | 1983                                                                | 1984                                                                | 1985                                                                | 1986                                                                | 1987                                                                | 1988                                                                | 1989                                                    | 1990                                                    | 가장 왼쪽 열 (기본)        | 발표 연도 순. 자세한 내용은 #No. 참조.                                           |
| 발표년 목차      | 1991                                                                | 1992                                                                | 1993                                                                | 1994                                                                | 1995                                                                | 1996                                                                |                                                                     |                                                                     |                                                         |                                                         | 가장 왼쪽 열 (기본)        | 발표 연도 순. 자세한 내용은 #No. 참조.                                           |
| 가나다 순 목차   | ㄱ · ㄴ · ㄷ · ㄹ · ㅁ · ㅂ · ㅅ · ㅇ · ㅈ · ㅊ · ㅋ · ㅌ · ㅍ · ㅎ | ㄱ · ㄴ · ㄷ · ㄹ · ㅁ · ㅂ · ㅅ · ㅇ · ㅈ · ㅊ · ㅋ · ㅌ · ㅍ · ㅎ | ㄱ · ㄴ · ㄷ · ㄹ · ㅁ · ㅂ · ㅅ · ㅇ · ㅈ · ㅊ · ㅋ · ㅌ · ㅍ · ㅎ | ㄱ · ㄴ · ㄷ · ㄹ · ㅁ · ㅂ · ㅅ · ㅇ · ㅈ · ㅊ · ㅋ · ㅌ · ㅍ · ㅎ | ㄱ · ㄴ · ㄷ · ㄹ · ㅁ · ㅂ · ㅅ · ㅇ · ㅈ · ㅊ · ㅋ · ㅌ · ㅍ · ㅎ | ㄱ · ㄴ · ㄷ · ㄹ · ㅁ · ㅂ · ㅅ · ㅇ · ㅈ · ㅊ · ㅋ · ㅌ · ㅍ · ㅎ | ㄱ · ㄴ · ㄷ · ㄹ · ㅁ · ㅂ · ㅅ · ㅇ · ㅈ · ㅊ · ㅋ · ㅌ · ㅍ · ㅎ | ㄱ · ㄴ · ㄷ · ㄹ · ㅁ · ㅂ · ㅅ · ㅇ · ㅈ · ㅊ · ㅋ · ㅌ · ㅍ · ㅎ | -                                                       | -                                                       | 제목 열                    | 가나다 순. 자세한 내용은 #제목란 참조.                                           |
| 가나다 순 목차   | ㄱ · ㄴ · ㄷ · ㄹ · ㅁ · ㅂ · ㅅ · ㅇ · ㅈ · ㅊ · ㅋ · ㅌ · ㅍ · ㅎ | ㄱ · ㄴ · ㄷ · ㄹ · ㅁ · ㅂ · ㅅ · ㅇ · ㅈ · ㅊ · ㅋ · ㅌ · ㅍ · ㅎ | ㄱ · ㄴ · ㄷ · ㄹ · ㅁ · ㅂ · ㅅ · ㅇ · ㅈ · ㅊ · ㅋ · ㅌ · ㅍ · ㅎ | ㄱ · ㄴ · ㄷ · ㄹ · ㅁ · ㅂ · ㅅ · ㅇ · ㅈ · ㅊ · ㅋ · ㅌ · ㅍ · ㅎ | ㄱ · ㄴ · ㄷ · ㄹ · ㅁ · ㅂ · ㅅ · ㅇ · ㅈ · ㅊ · ㅋ · ㅌ · ㅍ · ㅎ | ㄱ · ㄴ · ㄷ · ㄹ · ㅁ · ㅂ · ㅅ · ㅇ · ㅈ · ㅊ · ㅋ · ㅌ · ㅍ · ㅎ | ㄱ · ㄴ · ㄷ · ㄹ · ㅁ · ㅂ · ㅅ · ㅇ · ㅈ · ㅊ · ㅋ · ㅌ · ㅍ · ㅎ | ㄱ · ㄴ · ㄷ · ㄹ · ㅁ · ㅂ · ㅅ · ㅇ · ㅈ · ㅊ · ㅋ · ㅌ · ㅍ · ㅎ | -                                                       | -                                                       | 출판사 열                  | 가나다 순+끝부분에 출판사를 알 수 없는 것. 자세한 내용은 #출판사란 참조.         |
| 가나다 순 목차   | ㄱ · ㄴ · ㄷ · ㄹ · ㅁ · ㅂ · ㅅ · ㅇ · ㅈ · ㅊ · ㅋ · ㅌ · ㅍ · ㅎ | ㄱ · ㄴ · ㄷ · ㄹ · ㅁ · ㅂ · ㅅ · ㅇ · ㅈ · ㅊ · ㅋ · ㅌ · ㅍ · ㅎ | ㄱ · ㄴ · ㄷ · ㄹ · ㅁ · ㅂ · ㅅ · ㅇ · ㅈ · ㅊ · ㅋ · ㅌ · ㅍ · ㅎ | ㄱ · ㄴ · ㄷ · ㄹ · ㅁ · ㅂ · ㅅ · ㅇ · ㅈ · ㅊ · ㅋ · ㅌ · ㅍ · ㅎ | ㄱ · ㄴ · ㄷ · ㄹ · ㅁ · ㅂ · ㅅ · ㅇ · ㅈ · ㅊ · ㅋ · ㅌ · ㅍ · ㅎ | ㄱ · ㄴ · ㄷ · ㄹ · ㅁ · ㅂ · ㅅ · ㅇ · ㅈ · ㅊ · ㅋ · ㅌ · ㅍ · ㅎ | ㄱ · ㄴ · ㄷ · ㄹ · ㅁ · ㅂ · ㅅ · ㅇ · ㅈ · ㅊ · ㅋ · ㅌ · ㅍ · ㅎ | ㄱ · ㄴ · ㄷ · ㄹ · ㅁ · ㅂ · ㅅ · ㅇ · ㅈ · ㅊ · ㅋ · ㅌ · ㅍ · ㅎ | 숫자                                                    | 숫자                                                    | 게재지 열                  | 가나다 순+끝부분에 숫자로 시작하는 잡지. 자세한 내용은 #게재지란 참조.           |
| 형식별 목차      | 연재 만화 · 단편 만화 · 그 외의 만화 · 만화 이외의 작품             | 연재 만화 · 단편 만화 · 그 외의 만화 · 만화 이외의 작품             | 연재 만화 · 단편 만화 · 그 외의 만화 · 만화 이외의 작품             | 연재 만화 · 단편 만화 · 그 외의 만화 · 만화 이외의 작품             | 연재 만화 · 단편 만화 · 그 외의 만화 · 만화 이외의 작품             | 연재 만화 · 단편 만화 · 그 외의 만화 · 만화 이외의 작품             | 연재 만화 · 단편 만화 · 그 외의 만화 · 만화 이외의 작품             | 연재 만화 · 단편 만화 · 그 외의 만화 · 만화 이외의 작품             | 연재 만화 · 단편 만화 · 그 외의 만화 · 만화 이외의 작품 | 연재 만화 · 단편 만화 · 그 외의 만화 · 만화 이외의 작품 | 형식 열                    | 작품의 발표 형식별로 왼쪽 순으로. 자세한 내용은 #형식란 참조.                    |
| 수록 상황별 목차 | 수록제 · 수록 예정 · 수록 미확정                                    | 수록제 · 수록 예정 · 수록 미확정                                    | 수록제 · 수록 예정 · 수록 미확정                                    | 수록제 · 수록 예정 · 수록 미확정                                    | 수록제 · 수록 예정 · 수록 미확정                                    | 수록제 · 수록 예정 · 수록 미확정                                    | 수록제 · 수록 예정 · 수록 미확정                                    | 수록제 · 수록 예정 · 수록 미확정                                    | 수록제 · 수록 예정 · 수록 미확정                        | 수록제 · 수록 예정 · 수록 미확정                        | 전집 열                    | 후지코 F. 후지오 대전집에의 수록 상황을 왼쪽 순으로. 자세한 내용은 #전집란 참조. |
| 비고 종별 목차   | 명의 · 공저자 · 수상 내역 · 기타                                    | 명의 · 공저자 · 수상 내역 · 기타                                    | 명의 · 공저자 · 수상 내역 · 기타                                    | 명의 · 공저자 · 수상 내역 · 기타                                    | 명의 · 공저자 · 수상 내역 · 기타                                    | 명의 · 공저자 · 수상 내역 · 기타                                    | 명의 · 공저자 · 수상 내역 · 기타                                    | 명의 · 공저자 · 수상 내역 · 기타                                    | 명의 · 공저자 · 수상 내역 · 기타                        | 명의 · 공저자 · 수상 내역 · 기타                        | 비고 열                    | 비고를 4종으로 대별하고 왼쪽 순으로. 자세한 내용은 #비고란 참조.                 |

## 작품 목록
- 각 열 색인의 링크에서는 #범례로 이동한다.
- 표 중의 소제목의 왼쪽에 있는 ▲를 클릭하면 작품 검색용 목차 문단으로, 오른쪽에 있는 ↑나 ↓를 클릭하면 하나 위, 혹은 하나 아래 열로 이동할 수 있다.

|  | 연재 만화 |  | 단편 만화 |  | 그 외의 만화 |  | 만화 이외의 작품 |  | 기획(단편 등 포함) | 배경색의 상세한 범례 |

## 범례

### No.
발표 순서에 따른 일련 번호이다. 다른 열에서 정렬 결과를 기본으로 되돌리는데 사용된다. 또한 머리글 행에 기재되어 있는 ▲를 클릭하면 작품 검색용 목차 문단으로 돌아온다.
발표 순서는 게재 매체의 발행일로 판단한다. 발행일을 알 수 없는 것에 대해서는 발행년 내의 마지막에 기재하였다.

### 제목란
작품의 제목이다. 정렬 순서는 가나다순이며 같은 제목인 경우 발표 순서에 따라 지정한다. 그러나 다음의 예외가 있다.
- 제목 끝에 부기되어 있는 ( ) 내의 부제, 보충은 무시하고 정렬한다.
  - 1960년(쇼와 35년)에 발표된 〈바다의 왕자(사막의 매)〉와 〈바다의 왕자(로켓 올림픽)〉는 가나다 순으로만 봤을 때는 후자가 먼저이지만 ( ) 안의 부제목은 무시하므로 둘 다 "바다의 왕자"로 취급한다. 그리고 발표 순서에 따라 정렬하므로 정렬 순서는 전자가 먼저이다.
- 다음 시리즈 작품은 시리즈 이름과 시리즈 순으로 정렬 순서를 지정하고 개별 작품 제목은 무시한다.
  - 대장편 도라에몽
  - 《제임스 바겐 교수 시리즈》

### A란
후지코 후지오 Ⓐ와 공작했을 경우 ★을 기재하였다. 후지코 Ⓐ 이외와의 합작은 해당 공저자를 비고란에 기재하였다.

### 형식란
작품을 다음 형식으로 분류하였다. 정렬 순서도 다음과 같다.
| 표에서의 표기    | 설명             | 수     | 보충                                                                              |
| 연재 만화        | 연재 만화        | 총 183 |                                                                                   |
| 연재             | 연재 만화        | 183    | 4편은 전편 다른 잡지와 같은 것으로 동시 게재. 3편은 학년이 오를 때마다 계속 연재. |
| 단편 만화        | 단편 만화        | 총 244 |                                                                                   |
| 연단편           | 연작 단편        | 1      |                                                                                   |
| 단편             | 단편             | 245    | 4편은 기획안.                                                                     |
| 그 외의 만화     | 그 외의 만화     | 총 14  |                                                                                   |
| 묘하             | 그려내린 단행본  | 1      |                                                                                   |
| 그림 이야기      | 그림 이야기      | 1      |                                                                                   |
| 1쪽              | 1페이지 만화     | 8      |                                                                                   |
| 4컷              | 4컷 만화         | 1      |                                                                                   |
| 1컷              | 1컷 만화         | 4      |                                                                                   |
| 만화 이회의 작품 | 만화 이회의 작품 | 총 27  |                                                                                   |
| 삽련             | 삽련의 연재      | 11     | 1편은 학년이 오를 때마다 계속 연재.                                               |
| 커삽             | 커버 및 삽화     | 4      |                                                                                   |
| 삽화             | 삽화             | 3      |                                                                                   |
| 기획             | 기획 연재        | 1      | 단편 4, 구성&그림 6, 구성&글월 1, 구성 1로 구성된다.                              |
| 구성&그림        | 구성과 그림      | 6      | 모두 기획안.                                                                      |
| 구성&글월        | 구성과 글월      | 1      | 모두 기획안.                                                                      |
| 구성             | 구성             | 1      | 모두 기획안.                                                                      |
| 합계             | 합계             | 471    | 위의 중복을 포함한다.                                                             |

### 출판사란
작품이 게재된 잡지 · 서적 등의 발행 출판사. 가나다순으로 정렬한다.

## 참고 문헌
주요 참고 문헌만을 기재하고 〈대전집〉으로의 수록 예정 정보의 출처에 대해서는 각주로 기재한다.
- 《후지코 F. 후지오 대전집》 편집부 편 〈저작권 리스트〉 《F의 숲의 걷는 방법 후지코 F. 후지오 만화 월드 탐험 공식 가이드》 쇼가쿠칸 〈후지코 F. 후지오 대전집〉 별권 1, 2010년 7월 28일 초판 제1쇄 발행, ISBN 978-4-09-143434-0, 271 ~ 276쪽.
- 〈초출 게재 리스트〉 쇼가쿠칸 〈후지코 F. 후지오 대전집〉[주 1]
  - 《도라에몽》
    1. (001) 2009년 7월 29일 초판 1쇄 발행, ISBN 978-4-09-143403-6, 768 ~ 769쪽
    2. (002) 2009년 8월 30일 초판 1쇄 발행, ISBN 978-4-09-143405-0, 628 ~ 629쪽
    3. (003) 2009년 10월 28일 초판 1쇄 발행, ISBN 978-4-09-143411-1, 632 ~ 633쪽
    4. (004) 2009년 12월 30일 초판 1쇄 발행, ISBN 978-4-09-143417-3, 596 ~ 597쪽
    5. (005) 2010년 1월 30일 초판 1쇄 발행, ISBN 978-4-09-143418-0, 558 ~ 559쪽
    6. (006) 2010년 3월 30일 초판 1쇄 발행, ISBN 978-4-09-143425-8, 568 ~ 569쪽
    7. (007) 2010년 4월 28일 초판 1쇄 발행, ISBN 978-4-09-143426-5, 576 ~ 577쪽
    8. (008) 2010년 6월 30일 초판 1쇄 발행, ISBN 978-4-09-143433-3, 652 ~ 653쪽
    9. (009) 2010년 8월 30일 초판 1쇄 발행, ISBN 978-4-09-143435-7, 702 ~ 703쪽
    10. (010) 2010년 10월 30일 초판 1쇄 발행, ISBN 978-4-09-143441-8, 748 ~ 749쪽
    11. (011) 2010년 11월 30일 초판 1쇄 발행, ISBN 978-4-09-143443-2, 752 ~ 753쪽
    12. (012) 2011년 3월 30일 초판 1쇄 발행, ISBN 978-4-09-143454-8, 720 ~ 721쪽
    13. (013) 2011년 4월 30일 초판 1쇄 발행, ISBN 978-4-09-143457-9, 682 ~ 683쪽
    14. (014) 2011년 6월 29일 초판 1쇄 발행, ISBN 978-4-09-143463-0, 578 ~ 579쪽
    15. (015) 2011년 9월 27일 초판 1쇄 발행, ISBN 978-4-09-143438-8, 758 ~ 761쪽
    16. (016) 2011년 11월 30일 초판 1쇄 발행, ISBN 978-4-09-143475-3, 736 ~ 739쪽
    17. (017) 2012년 2월 29일 초판 1쇄 발행, ISBN 978-4-09-143483-8, 571 ~ 575쪽
    18. (018) 2012년 4월 30일 초판 1쇄 발행, ISBN 978-4-09-143489-0, 342 ~ 343쪽
    19. (019) 2012년 6월 30일 초판 1쇄 발행, ISBN 978-4-09-143494-4, 580 ~ 581쪽
    20. (020) 2012년 9월 30일 초판 1쇄 발행, ISBN 978-4-09-143501-9, 584 ~ 585쪽

  - 《대장편 도라에몽》
    1. (021) 2010년 9월 29일 초판 1쇄 발행, ISBN 978-4-09-143438-8, 613쪽
    2. (022) 2011년 1월 30일 초판 1쇄 발행, ISBN 978-4-09-143449-4, 639쪽
    3. (023) 2011년 7월 30일 초판 1쇄 발행, ISBN 978-4-09-143466-1, 426쪽
    4. (024) 2012년 12월 27일 초판 1쇄 발행, ISBN 978-4-09-143478-4, 616쪽
    5. (025) 2012년 3월 28일 초판 1쇄 발행, ISBN 978-4-09-143486-9, 608쪽
    6. (026) 2012년 5월 30일 초판 1쇄 발행, ISBN 978-4-09-143499-9, 582쪽

### 내용주
1. ↑  ( ) 안은 통권 수.